# Doctor Who (13.ª temporada clássica)
A décima terceira temporada clássica da série de televisão britânica de ficção científica Doctor Who estreou em 30 de agosto de 1975 com o serial Terror of the Zygons e terminou em 6 de março de 1976 com The Seeds of Doom. Estrelou Tom Baker como o Quarto Doutor, Elisabeth Sladen como Sarah Jane Smith e Ian Marter como Harry Sullivan.

## Elenco

### Principal
- Tom Baker como o Quarto Doutor
- Elisabeth Sladen como Sarah Jane Smith
- Ian Marter como Harry Sullivan

### Recorrente
- Nicholas Courtney como Brigadeiro Lethbridge-Stewart
- John Levene como Sargento Benton

## Seriais
Terror of the Zygons foi produzido como parte do cronograma de produção da 12ª temporada, mas foi segurado para transmissão do final daquela temporada para o início da 13ª temporada. Terror of the Zygons também foi a última aparição do Brigadeiro até Mawdryn Undead na 20ª temporada. A temporada deu uma pausa de transmissão de duas semanas durante o período natalino de 1975, entre as transmissões de The Android Invasion e The Brain of Morbius.
| História | Serial | Título               | Dirigido por      | Escrito por                                    | Exibição original | Cód. de produção | Audiência no Reino Unido (milhões) | AI      |
| --- | ------ | -------------------- | ----------------- | ---------------------------------------------- | --- | ---------------- | ---------------------------------- | ------- |
| 80 | 1      | Terror of the Zygons | Douglas Camfield  | Robert Banks Stewart                           | 30 de agosto de 19756 de setembro de 197513 de setembro de 197520 de setembro de 1975                                              | 4F               | 8,46,18,27,2                       | 59—54—  |
| O Doutor é convocado à Terra pelo Brigadeiro que está na Escócia investigando o misterioso sumiço de plataformas de petróleo. |        |                      |                   |                                                | |                  |                                    |         |
| 81 | 2      | Planet of Evil       | David Maloney     | Louis Marks                                    | 27 de setembro de 19754 de outubro de 197511 de outubro de 197518 de outubro de 1975                                               | 4H               | 10,49,99,110,1                     | —565754 |
| Uma expedição é assassinada. O Doutor pousa no planeta ao mesmo tempo que a equipe de resgate da expedição e é imediatamente preso como o suspeito de ser o assassino. |        |                      |                   |                                                | |                  |                                    |         |
| 82 | 3      | Pyramids of Mars     | Paddy Russell     | Stephen Harris (Lewis Greifer e Robert Holmes) | 25 de outubro de 19751 de novembro de 19758 de novembro de 197515 de novembro de 1975                                              | 4G               | 10,511,39,411,7                    | —60     |
| Marcus Scarman, o servo de Osiran Sutekh, procura libertar Sutekh da sua prisão. |        |                      |                   |                                                | |                  |                                    |         |
| 83 | 4      | The Android Invasion | Barry Letts       | Terry Nation                                   | 22 de novembro de 197529 de novembro de 19756 de dezembro de 197513 de dezembro de 1975                                            | 4J               | 11,911,312,111,4                   | 58—     |
| O Doutor e Sarah pousam em uma duplicata de uma aldeia inglesa criada pelos Kraals como um campo de testes para o seu plano de invasão. |        |                      |                   |                                                | |                  |                                    |         |
| 84 | 5      | The Brain of Morbius | Christopher Barry | Robin Bland (Terrance Dicks e Robert Holmes)   | 3 de janeiro de 197610 de janeiro de 197617 de janeiro de 197624 de janeiro de 1976                                                | 4K               | 9,59,310,110,2                     | —57—    |
| Anos atrás, o Senhor do Tempo renegado conhecido como Morbius foi executado. Quando o Doutor e Sarah chegam ao planeta Karn, eles descobrem que o Dr. Solon está criando um corpo para que Morbius possa viver novamente.                                                        |        |                      |                   |                                                | |                  |                                    |         |
| 85 | 6      | The Seeds of Doom    | Douglas Camfield  | Robert Banks Stewart                           | 31 de janeiro de 19767 de fevereiro de 197614 de fevereiro de 197621 de fevereiro de 197628 de fevereiro de 19766 de março de 1976 | 4L               | 11,410,311,19,911,5                | 59—     |
| Os cientistas descobrem dois pântanos gigantes enterrados no permafrost antártico há milhares de anos. O implacável amante de plantas Harrison Chase decide que ele deve tê-los para sua coleção rara, mas as vagens podem significar o fim de toda a vida não-vegetal na Terra. |        |                      |                   |                                                | |                  |                                    |         |

## Lançamentos em DVD
| História | Número e duração dos episódios | Data de lançamento na Região 2 | Data de lançamento na Região 4 | Data de lançamento na Região 1 |
| --- | ------------------------------ | ------------------------------ | ------------------------------ | ------------------------------ |
| Terror of the Zygons | 4 × 25 min.                    | 30 de setembro de 2013         | 2 de outubro de 2013           | 8 de outubro de 2013           |
| Planet of Evil | 4 × 25 min.                    | 15 de outubro de 2007          | 5 de dezembro de 2007          | 4 de março de 2008             |
| Pyramids of Mars | 4 × 25 min.                    | 1º de março de 2004            | 10 de junho de 2004            | 7 de setembro de 2004          |
| The Android Invasion Disponível somente como parte da caixa U.N.I.T. Files nas Regiões 2 e 4. Apenas disponível individualmente na Região 1. | 4 × 25 min.                    | 9 de janeiro de 2012           | 5 de janeiro de 2012           | 10 de janeiro de 2012          |
| The Brain of Morbius | 4 × 25 min.                    | 21 de julho de 2008            | 2 de outubro de 2008           | 7 de outubro de 2008           |
| The Seeds of Doom | 6 × 25 min.                    | 25 de outubro de 2010          | 2 de dezembro de 2010          | 8 de março de 2011             |

## Romantizações
| História             | Título do romance                    | Autor              | Publicação              |
| -------------------- | ------------------------------------ | ------------------ | ----------------------- |
| Terror of the Zygons | Doctor Who and the Loch Ness Monster | Terrance Dicks     | 15 de janeiro de 1976   |
| Planet of Evil       | Doctor Who and the Planet of Evil    | Terrance Dicks     | 21 de julho de 1977     |
| Pyramids of Mars     | Doctor Who and the Pyramids of Mars  | Terrance Dicks     | 16 de dezembro de 1976  |
| The Android Invasion | Doctor Who and the Android Invasion  | Terrance Dicks     | 16 de novembro de 1978  |
| The Brain of Morbius | Doctor Who and the Brain of Morbius  | Terrance Dicks     | 19 de maio de 1977      |
| The Seeds of Doom    | Doctor Who and the Seeds of Doom     | Philip Hinchcliffe | 17 de fevereiro de 1977 |